# Subway Sect
Subway Sect war die Punkband des Sängers und Songwriters Vic Godard, die von 1976 bis 1978 existierte. Godard benutzte den Namen danach auch für verschiedene seiner Soloveröffentlichungen.

## Bandgeschichte
Subway Sect waren eine der ersten Punkbands überhaupt und wurden auf Anregung des Sex-Pistols-Managers Malcolm McLaren im Sommer 1976 von vier Schulfreunden aus Südwest-London gegründet.
Godard und Symmons, Velvet-Underground- und Jonathan-Richman-Fans mit Interesse an Northern Soul und Pubrock, besuchten am 12. Februar 1976 ein Konzert von Eddie & the Hot Rods im Londoner Marquee Club, waren aber mehr von der unbekannten Vorgruppe namens Sex Pistols fasziniert, deren Auftritte sie in den folgenden Monaten verfolgten.
Die beiden gründeten mit zwei weiteren Schulfreunden daraufhin im Sommer 1976 eine eigene Punkband und fragten bei Malcolm McLaren an, ob sie im Rahmen des kommenden "Punk Special"-Festival im Londoner 100 Club spielen könnten. McLaren sagte zu, besorgte ihnen einen Proberaum, Subway Sect schrieben fünf Songs und hatten tatsächlich am 20. September 1976 ihren ersten Auftritt.
Clash-Manager Bernard Rhodes nahm die Band noch am selben Abend unter Vertrag, die Band verbrachte die nächsten Monate mit intensiven Proben und einigen Konzerten. Nach einem Auftritt im Vorprogramm von The Clash am 11. März 1977 verließ Schlagzeuger Paul Packham die Band und nahm einen Job in einer Brauerei an. Er wurde durch Mark Laff ersetzt, Ende April 1977 fanden drei Auftritte in Frankreich statt.
Vom 1. bis 30. Mai 1977 nahmen Subway Sect als Vorgruppe an der "White Riot"-Tour von The Clash quer durch Großbritannien teil und gewannen vor allem in Schottland und Nordengland einige Anhänger, Don Letts filmte dabei die Band für seine Dokumentation "The Punk Rock Movie". Nach Ende der Tour stieg Schlagzeuger Mark Laff wieder aus und wurde Mitglied von Generation X, Subway Sect pausierten daraufhin drei Monate lang.
Im September 1977 filmte Wolfgang Büld die Band für seine Dokumentation "Punk in London" mit dem frisch eingestiegenen neuen Schlagzeuger Bob Ward. Am 17. Oktober 1977 nahmen Subway Sect für die Sendung des BBC-Radio-DJs John Peel vier Songs auf.
Anfang 1978 begannen Subway Sect in den Londoner Gooseberry Sound Studios ihr erstes Album aufzunehmen. Produziert wurde das Album von Manager Bernard Rhodes und Mickey Foote, dem Produzenten des ersten Clash-Albums. Die Sessions wurden im Februar 1978 für ein paar Auftritte in Paris und im März 1978 für eine Großbritannien-Tournee unterbrochen. Um die Tour zu promoten, veröffentlichte Rhodes zwei Songs der John-Peel-Radiosession als erste Subway Sect-Single, sehr zur Enttäuschung der Band, die der Meinung war, dass die fünf Monate alten Songs nicht mehr repräsentativ waren.
Nach Beendigung der Studioaufnahmen folgte im Juni 1978 eine weitere England-Tournee.
Im Sommer 1978 löste Vic Godard die Band auf.
Als fast alleiniger Autor sämtlicher Subway Sect-Songs war Godard zunehmend enttäuscht von den musikalischen Fähigkeiten der Bandmitglieder, da diese seine Ideen nicht zufriedenstellend umsetzen konnten. Er nahm daher Bernard Rhodes Vorschlag an, ihn als Solokünstler unter Vertrag zu nehmen und zusätzlich als Songwriter zu einem festen Gehalt anzustellen.
Bandgründer und Gitarrist Robert Symmons verließ die Musikbranche und arbeitet heute als Bibliothekar. Im Jahre 2004 meldete er sich mit einer neuen Band The Fallen Leaves zurück.
Paul Myers zog sich ebenfalls aus der Branche zurück und wurde Bademeister in einem Freibad. Von 1980 bis 1982 war er Bassist in Steve Jones und Paul Cooks Band The Professionals. Er arbeitet heute in einer Drogenberatungsstelle.
Bob Ward wurde noch bis Dezember 1978 von Godard weiterbeschäftigt, über seine weiteren Aktivitäten ist nichts bekannt.
Das Subway Sect-Studioalbum wurde nie veröffentlicht, da die Originalbänder verschwanden. Vic Godard hat das Album mit seiner neuen Band im Frühjahr 2007 neu eingespielt und unter dem Titel "1978 Now" herausgebracht. Bassist Paul Myers und Schlagzeuger Mark Laff wirkten darauf als Gastmusiker mit.

## Vic Godards Soloaktivitäten (1978 bis 1986)
Ohne zu wissen, dass die Band aufgelöst worden war, machten die Buzzcocks im Sommer 1978 Subway Sect das Angebot, sie auf ihrer sechswöchigen Großbritannien-Tournee als Vorgruppe zu begleiten. Bedingung sei eine neue Subway Sect-Single rechtzeitig zum Tourbeginn.
Godard und Rhodes wurden zwar kalt erwischt, nahmen aber an und stellten aus Gastmusikern schnell eine Begleitband zusammen.
Zwei Songs der verworfenen Album-Aufnahmen erschienen in überarbeiteter Form im September 1978 als zweite Single, die 20.000 Stück verkaufte und in mehreren Musikzeitschriften "Single der Woche" wurde.
Die Buzzcocks-Tour begann am 27. September 1978 und endete am 12. November 1978, eine weitere BBC-Radiosession für John Peel folgte am 29. November 1978 und ein letztes Konzert zum Jahresende am 28. Dezember 1978 zusammen mit The Fall. Danach wurde die Begleitband aufgelöst und die Gastmusiker entlassen.
Mit neuen Sessionmusikern nahm Godard im Mai und Juni 1979 sein erstes Soloalbum "What's The Matter Boy?" auf, das ein Jahr später erschien. Godard veröffentlichte noch einige Northern-Soul- und Swing-Platten und beendete 1983 seine Zusammenarbeit mit Bernard Rhodes. Sein letztes Soloalbum "T.R.O.U.B.L.E." wurde 1986 veröffentlicht, über zwei Jahre nachdem es aufgenommen worden war.
1986 wurde Vic Godard Postbote, diesen Beruf übt er auch heute noch aus.

## Vic Godards Soloaktivitäten (1991 bis heute)
Ende der 80er Jahre machte Vic Godard eine Entwöhnungstherapie gegen seine langjährige Heroinabhängigkeit. Der Tod Johnny Thunders 1991 brachte ihn dazu, seine Songwriter-Tätigkeit wiederaufzunehmen, und mit Unterstützung von Edwyn Collins und Paul Cook erschien 1993 wieder ein neues Studioalbum. Nach einer weiteren mehrjährigen Pause veröffentlicht Godard seit 1998 regelmäßig neues Material.
2002 arbeitete er mit dem schottischen Schriftsteller Irvine Welsh an dessen Musical "Blackpool" zusammen.

## Diskografie
Singles
- Nobody's Scared / Don't Split It (Braik Records, März 1978)
- Ambition; A Different Story (Rough Trade Records, September 1978)
- Ambition; A Different Story; Chain Smoking (Albumversion); Ambition (Albumversion) (Overground Records, April 1996)

Kompilationen
- A Retrospective (1977-81) (Rough Trade Records, Oktober 1984)
- We Oppose All Rock + Roll (Overground Records, Oktober 1996)
- Twenty Odd Years - The Story Of Vic Godard & The Subway Sect (Motion Records, Oktober 1999)
- Singles Anthology (Motion Records, März 2005)

Vic Godard Soloalben
- What's The Matter Boy? (MCA Records, Juni 1980) (als Vic Godard & Subway Sect)
- Songs For Sale (London Records, Mai 1982) (als Vic Godard & The Subway Sect)
- T.R.O.U.B.L.E. (Rough Trade Records, April 1986) (als Vic Godard)
- The End Of The Surrey People (Postcard Records, Juni 1993) (als Vic Godard)
- Long Term Side-Effect (Tugboat Records, November 1998) (als Vic Godard)
- Sansend (Motion Records, September 2002) (als Subway Sect)
- 1978 Now (Motion Records, November 2007) (als Subway Sect)